# أكسل أوتشوا
أكسل أوتشوا (بالإسبانية: Axel Ochoa) (13 مارس 1996 بالأرجنتين - ) هو لاعب كرة قدم أرجنتيني في مركز الدفاع.

## وصلات خارجية
- أكسل أوتشوا على موقع قاعدة بيانات كرة القدم.إي يو (الإنجليزية)
- أكسل أوتشوا على موقع Soccerway.com (الإنجليزية)